# Dick Shawn
Richard Schulefand, dit Dick Shawn, est un acteur et scénariste américain, né le 1er décembre 1923 à Buffalo (État de New York) et mort le 17 avril 1987 à San Diego (Californie).

## Biographie
Dick Shawn meurt sur scène d’une crise cardiaque le 17 avril 1987, devant une centaine de personnes.

## Filmographie

### Acteur

#### Cinéma
- 1956 : Le Sexe opposé (The Opposite Sex), de David Miller : Chanteur
- 1960 : L'Île des Sans-soucis (Wake Me When It's Over) de Mervyn LeRoy : Gus Brubaker
- 1960 : The Wizard of Baghdad de George Sherman : Genii-Ali Mahmud
- 1963 : Un monde fou, fou, fou, fou (It's a Mad Mad Mad Mad World), de Stanley Kramer : Sylvester Marcus
- 1965 : Le Coup de l'oreiller (A Very Special Favor) de Michael Gordon : Arnold Plum
- 1966 : Qu'as-tu fait à la guerre, papa ? (What Did You Do in the War, Daddy?), de Blake Edwards : Capt. Lionel Cash
- 1966 : Tiens bon la rampe, Jerry (Way... Way Out), de Gordon Douglas : Igor
- 1966 : Les Plaisirs de Pénélope (Penelope), de Arthur Hiller : Dr. Gregory Mannix
- 1968 : Les Producteurs (The Producers), de Mel Brooks : Lorenzo St. DuBois (L.S.D.)
- 1969 : The Happy Ending, de Richard Brooks : Harry Bricker
- 1977 : Looking Up : Manny Lander
- 1979 : Le Vampire de ces dames (Love at First Bite) : Lieutenant Ferguson
- 1982 : Adieu monde cruel (en) (Good-bye Cruel World) : Rodney Pointsetter / Ainsley Pointsetter
- 1983 : Young Warriors (en) : Professor Hoover
- 1984 : The Secret Diary of Sigmund Freud (en) de Danford B. Greene (en) : The Ultimate Patient
- 1984 : Angel (en) : Mae
- 1985 : Ouragan sur l'eau plate (Water), de Dick Clement : Deke Halliday
- 1985 : Mise en bière (Beer), de Patrick Kelly : Présentateur du Talk Show
- 1986 : The Check Is in the Mail...
- 1986 : The Perils of P.K.
- 1986 : Captain Eo, de Francis Ford Coppola : Commander Bog
- 1987 : L'apprentie domestique (en) (Maid to Order) : Stan Starkey
- 1988 : Rented Lips (en) de Robert Downey Sr. : Charlie Slater

#### Télévision
- 1967 : Sheriff Who : Crawford Offwhite
- 1972 : Evil Roy Slade (en) : Marshal Bing Bell
- 1974 : The Year Without a Santa Claus (en) : Snow Miser (voix)
- 1978 : Mary (en) (série) : Skit characters
- 1979 : Fast Friends : Deke Edwards
- 1980-1981 : Mr. and Mrs. Dracula (série) : Dracula
- 1982 : Slapstick Studios (série) : Sheldon
- 1983 : Magnum (série - épisode 70 - Squeeze Play) : Buzz Benoit
- 1985 : Hail to the Chief (série) : Premier Dmitri Zolotov / Ivan Zolotov

### Scénariste
- 1982 : Adieu monde cruel (Good-bye Cruel World)